# Bigejnalu
Bigejnalu – miejscowość w południowym Iranie, w ostanie Fars. W 2006 roku miejscowość liczyła 1684 osoby w 394 rodzinach.